# Groven (Dithmarschen)
Groven er en by og kommune i det nordlige Tyskland, beliggende i Amt Kirchspielslandgemeinden Eider i den nordlige del af Kreis Dithmarschen. Kreis Dithmarschen ligger i den sydvestlige del af delstaten Slesvig-Holsten.

## Geografi
Kommunen er beliggende ved Ejderen. I perioder har forskydninger af floden gjort, at Nesserdeich var en ø, og Wollersum var mellem 1593 og 1601 helt forsvundet i Ejderen. Indtil bygningen af Eidersperrwerk i 1973, var det nødvendigt med omfattende digebyggerier for at undgå forsvindingsgentagelser.
I kommunen ligger Flehderwurth, Groven, Mahde, Nesserdeich og Wollersum.

### Nabokommuner
Nabokommuner er (med uret fra nord) kommunerne Lehe, Lunden, Krempel, Rehm-Flehde-Bargen og Karolinenkoog (alle i Kreis Dithmarschen) samt Oldenswort (i Kreis Nordfriesland).